# Peltigera pacifica
Peltigera pacifica är en lavart som beskrevs av Vitik. Peltigera pacifica ingår i släktet Peltigera och familjen Peltigeraceae.   Inga underarter finns listade i Catalogue of Life.